# Globales Daten-Synchronisations-Netzwerk

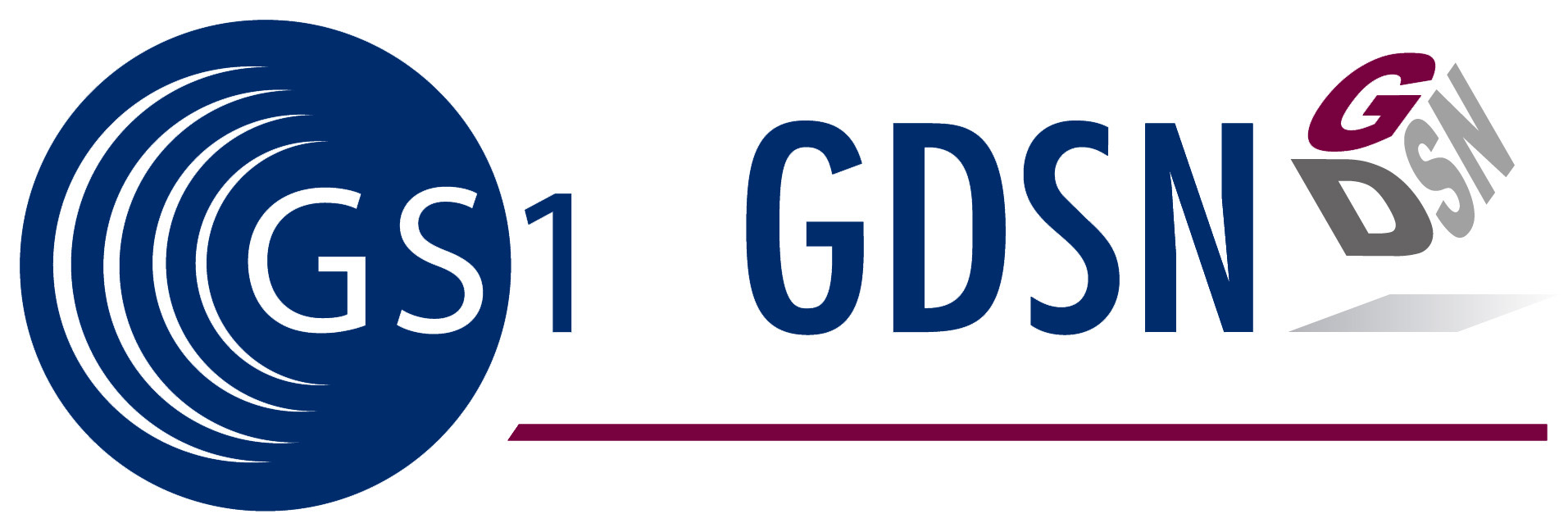

Das Globale Daten-Synchronisations-Netzwerk (englisch Global Data Synchronisation Network, kurz GDSN) ist ein internetbasiertes, weltweit genutztes System. GDSN gewährleistet, dass die zwischen Handelspartnern ausgetauschten Daten den weltweit geltenden GS1-Standards entsprechen.

Geschäftspartner werden mit der GS1 Global Registry über ein Netzwerk von interoperablen und zertifizierten Daten-Pools verbunden. Die Daten-Pools enthalten die Stammdaten von lokalen Handelspartnern, während die GS1 Global Registry als zentrales Verzeichnis auflistet, bei welchem Daten-Pool die gesuchten Stammdaten zu finden sind.

Das Netzwerk dient dem Austausch und der Synchronisierung standardisierter Artikel-Stammdaten innerhalb der Lieferkette zwischen Handelspartnern.

## Globale Identifikations-Nummern
Die Global Location Number (GLN) und die Global Trade Item Number (GTIN) sind die weltweit geltenden Identifikationsnummern innerhalb des GDSN. Die GLN ist der Code für Unternehmen, während die GTIN dazu dient, Handelsartikel eindeutig zu identifizieren bzw. deren Eigenschaften aufzulisten.

## Belege
- Global Data Synchronisation Network (GDSN)
- Operating Roadmap for GS1 Data Excellence (PDF-Datei)